# Gazu, pieski, gazu!
Gazu, pieski, gazu! (ang. Go, Dog. Go!) – amerykański-kanadyjski serial animowany wyprodukowany przez DreamWorks Animation, powstały na podstawie książek dla dzieci autorstwa P. D. Eastman. Premiera miała miejsce 26 stycznia 2021 roku na stronie internetowej na platformy Netflix.
Począwszy od 22 sierpnia 2022 roku w Polsce emitowany na kanale dziecięcym MiniMini+.

## Obsada
- Anand Rajaram – Beans
- Callum Shoniker – Scooch Pooch
- Danny Smith – Yellow
- David Berni – Frank
- Deven Mack – Fetcher
- Gerard McCarthy – Leo
- Joshua Graham – Sam Whippet
- Judy Marshank – Grandma Marge Barker
- Julie Lemieux – Hattie
- Katie Griffin – Ma Barker
- Linda Ballantyne – Lady Lydia
- Lyon Smith – Spike Barker
- Martin Roach – Paw Barker
- Michela Luci – Tag Barker
- Patrick McKenna – Grandpaw Mort Barker
- Tajja Isen – Cheddar Biscuit
- Zarina Rocha – Kit Whiserton

## Wersja polska
Wersja polska: Studio Sonica na zlecenie Netflix

Reżyseria: Michał Konarski

Dialogi: Joanna Kuryłko

Dźwięk i montaż: Agnieszka Stankowska

Kierownictwo produkcji: Helena Siemiańska
Wystąpili:
- Pola Piłat – Łapka (odc. 1-26)
- Adrianna Kosiorek – Łapka (odc. 27-40)
- Krzysztof Tymiński – Puszek (odc. 1-26)
- Mikołaj Wachowski – Puszek (odc. 27-40)
- Marek Robaczewski – Franek
- Jacek Kopczyński – Janek
- Anna Terpiłowska – Panna Lydia
- Maciej Maciejewski – Tata
- Katarzyna Domalewska – Mama
- Karolina Gwóźdź – Łakotka

## Spis odcinków
| N/o            | Polski tytuł               | Angielski tytuł               |
| -------------- | -------------------------- | ----------------------------- |
|                |                            |                               |
| SERIA PIERWSZA |                            |                               |
|                |                            |                               |
| 01             | Witajcie w Łapowie         | Welcome to Pawston            |
| 01             | Ciężki dzień w pracy       | Ruff Day on the Job           |
|                |                            |                               |
| 02             | Parkowe wycie nie o świcie | Dark Park Bark Lark           |
| 02             | Szybcy i wsłuchani         | The Fast and the Curious      |
|                |                            |                               |
| 03             | Stary psiak, nowe sztuczki | Old Dog, New Tricks           |
| 03             | Drzemka Palemka            | Snoozie-Hullabaloozie         |
|                |                            |                               |
| 04             | Na pokaz, pieski, na pokaz | Show Dog, Show                |
| 04             | Kluczyk do zwycięstwa      | Keys to Victory               |
|                |                            |                               |
| 05             | Psiastka                   | Pupcakes                      |
| 05             | Nie utoń w śmieciach       | Stink or Swim                 |
|                |                            |                               |
| 06             | Gazem po piłki             | A Ball for All                |
|                |                            |                               |
| 07             | Dzień z dzwonkami do drzwi | Ding Dong Day                 |
| 07             | Tor przeszkód Stefana      | Grand Sam                     |
|                |                            |                               |
| 08             | Dzień kurczaka             | Clucky Day                    |
| 08             | Zabierz mnie na mecz       | Take Me Out to the Fetch Game |
|                |                            |                               |
| 09             | Psarządne działania        | Dog the Right Thing           |

## Odbiór
Ashley Moulton z Common Sense Media przyznała serialowi 4 na 5 gwiazdek.